# Marés (livro)
Marés, publicado em 1941, é o segundo romance de Alves Redol, expoente do neo-realismo em Portugal, e consolida a preocupação social do autor.
O livro é é o retrato social dos comerciantes no período que vai desde antes da queda da Monarquia até ao fim da I Guerra Mundial. Francisco Diogo deixa a terra dos pais, para ir trabalhar na vila, depois do sonho logrado em seguir os estudos (como o próprio autor). O árduo trabalho para uma criança do seu porte lembra-lhe o esforço dos homens da cava, trabalho que também experimentou, enquanto vivia com os pais. . E assim, durante anos, tolera o feitio peculiar do patrão e as contrariedades de ser colega de homens mais velhos, tomando o sonho de vir um dia a ser caixeiro, lugar que lhe daria mais garantias, para poder aprender o ofício. E é assim que acontece, anos mais tarde, ser ele o patrão da sua própria mercearia, herdando a mentalidade e o método do seu antigo patrão, sendo um dos nomes mais respeitados na praça. Mas nem tudo corre bem. O país, a par do mundo, sofre de grandes convulsões, a economia pára e a crise estoira. Outras contrariedades e dificuldades terá de ainda de passar para, desta vez, salvar o que é seu.
Assim Alves Redol, com o seu estilo realista, ilustra a mentalidade das gentes humildes e exploradas do início do século XX português.

## Trecho
A porta cedia. Uma pedra caiu-lhe aos pés, depois de um tilintar de vidros. Mais pedras vieram. Deitou-se no chão – ouvidos atentos, respiração incerta.
Lembrou-se do Dionísio. Aquele sim, não voltava a cara ao mais pintado. Abrir ele mesmo a porta e mostrar-se.
– Eh, gente! Aqui estou!...
Braços abertos a tapar a entrada. Um sorriso de confiança.
– Então?!...
Mãos vazias de cacete ou pistola – mãos cheias de vigores.
– Quem quer que avance!
E os que viessem tombariam a seus pés. Os outros hesitariam – sem gritos. Vencidos. (…)
Mas o Dionísio, se vivesse, não estaria ali dentro com ele. Envolvido com os outros lá de fora, a abalar-lhe as portas com os ombros. O Dionísio passara a vida a ser servo – servo de todos, menos de si. E ainda bem que morrera. Porque sozinho valia um mar de gente.
Compreendia agora que tomara outro caminho. Nascera como o Dionísio e subira. Nascera formiga, como o Seu Isidro, e fizera-se homem. Homem que não via as formigas.
As portas rangiam. As pedras batiam no balcão.
Erguer-se e abrir as portas
– Irmãos! Tomai tudo, porque tudo é vosso!...
Tirar também das tulhas a sua parte. E ir com eles. Pegar na enxada e trabalhar – de sol a sol. Voltar a casa derreado, falar à mulher e afagar o filho.
Pensamento parado.
Mas a vida é de quem tem querer. A vida era aquilo mesmo. Uns formigas – outros homens. Os que estavam lá fora não eram seus irmãos. Ele caminhara e vencera. E a vida é dos que a vencem. Que a vencem, vencendo os outros, sem olhar a como. (…)
Marés (1941), de Alves Redol